# Resorcenodialdehido
Se denomina en química resorcenodialdehido a un cuerpo sólido dotado de doble función aldehídica, derivado de la resorcina, también cuerpo sólido  homólogo inferior a la oreína e isomero de la pirocatequina y la hidroquinona, descubierto por Henrich Hermann Hlasiwetz y Barth entre los productos de la fusión del gálbano con la potasa cáustica, con fórmula C6H6O2., masa cristalina que se deposita en forma de largas agujas, que a los 110 °C comienza a sublimarse, soluble en alcohol, éter, bencina y cloroformo.

## Derivados
Puede formar derivados monometilados:
- Aldehído Alfa
- Aldehído Beta

## Algunos estudiosos de la resorcina
- El farmacéutico, químico y físico español Laureano Calderón Arana estudió sus propiedades físicas (punto de ebullición, densidad de vapor, coeficiente de dilatación, disolventes, etc.)
- El químico de Alemania Carl Theodore Liebermann
- Emilio Nölting
- Hugo Weidel
- Benedikt
- John Stenhouse
- Michel Eugène Chevreul
- Reinhard